# Magome

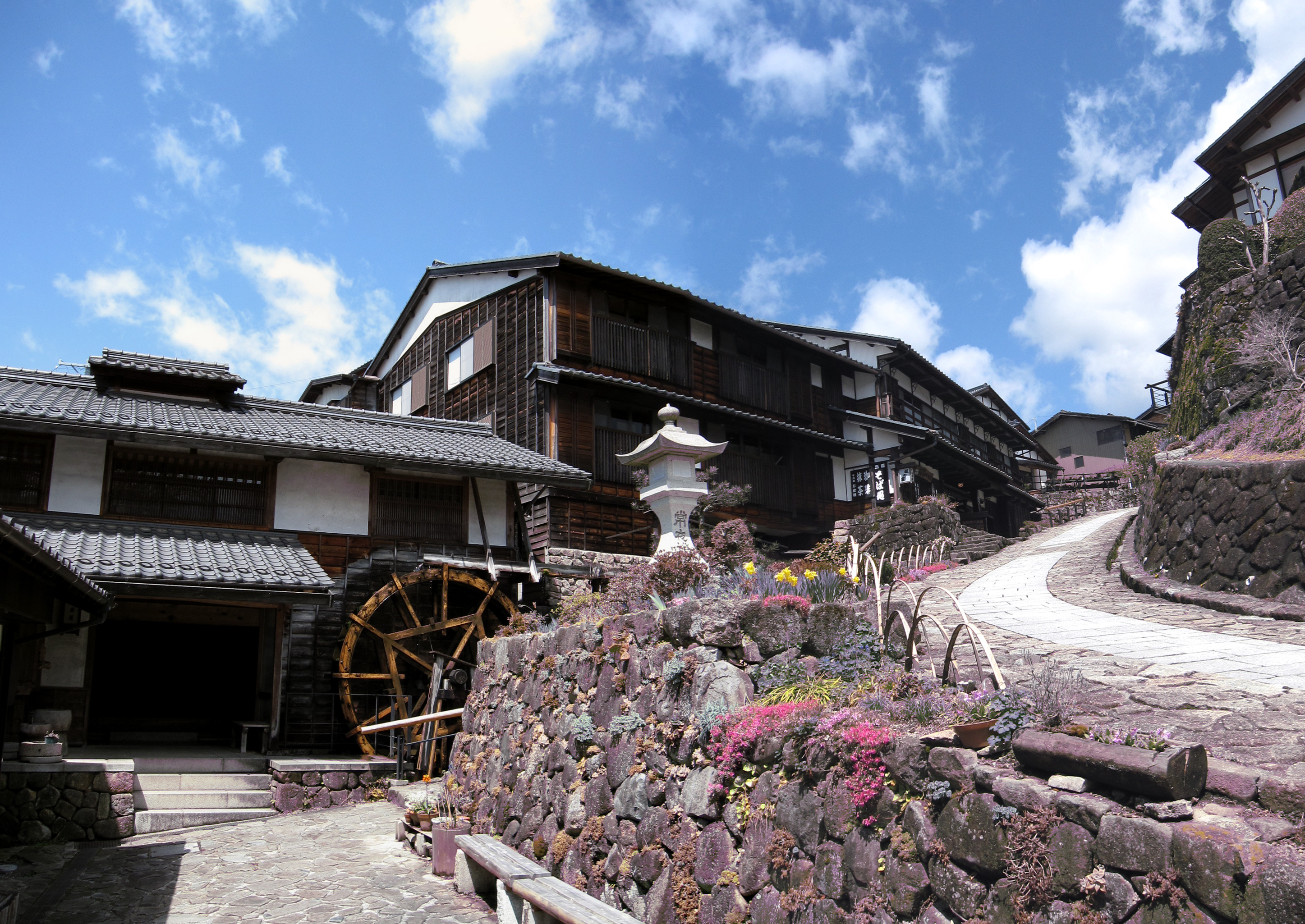
Blick auf die alte Wassermühle von Magome

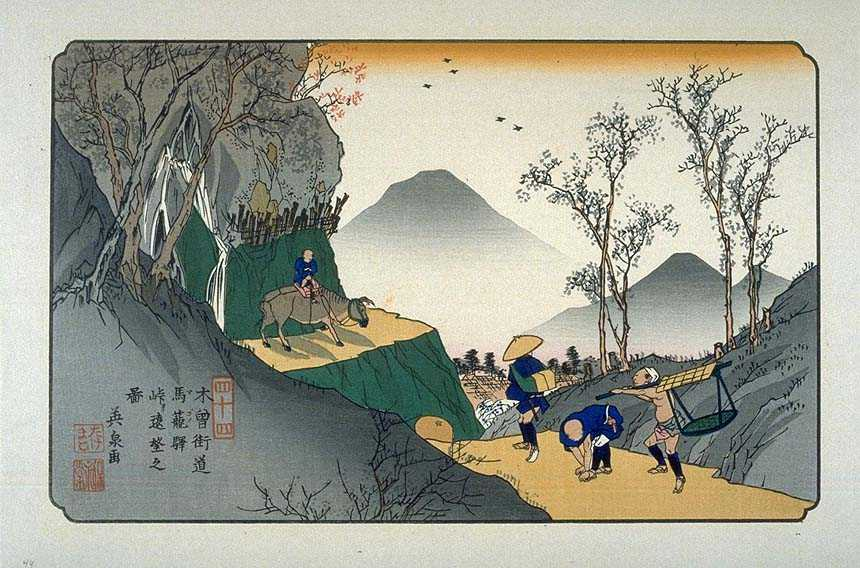
Magome auf einem Druck der 69 Stationen der Kiso Straße von Keisai Eisen (19. Jahrhundert)

Magome (jap. 馬籠, auch Magome-juku 馬籠宿) war die 43. der 69 Stationen der Nakasendō, einer alten Fernstraße, die Kyōto und Edo in Japan verband. Dieser gut erhaltene Teilabschnitt befindet sich auf dem Gebiet der Stadt Nakatsugawa in der Präfektur Gifu (bis Februar 2005 gehörte Magome zum Dorf Yamaguchi im Landkreis Kiso (木曽郡, -gun) der Präfektur Nagano).

## Geschichte
In der Meiji-Periode war Magome eine der 11 Poststationen an der Nakasendō und als solche eine relativ wohlhabende und kosmopolitische Stadt, die von den Reisenden lebte. Sie fiel jedoch mit der Vollendung der Chūō-Hauptlinie, einer Eisenbahn, die an Magome vorbeiführte, in Armut und Vergessenheit. In den letzten Jahrzehnten wurde sie entsprechend ihrem Erscheinungsbild als Poststation der Meiji-Zeit restauriert und ist nun eine populäre Touristenattraktion.
Die wichtigste Sehenswürdigkeit ist die restaurierte Reihe von Häusern entlang der früheren Poststraße, die einen Hang hinauf zwischen dem unteren und oberen Ende der Stadt verläuft. Die meisten der Häuser wurden für einfache Leute in der Mitte der 1700er Jahre gebaut und enthalten Läden und Unterkünfte für die Reisenden auf der Nakasendō. Ein Teil der ursprünglichen Straße ist zwischen Magome und Tsumago, der nächsten Poststadt (ebenfalls restauriert) erhalten. 
Magome war Geburtsort des Schriftstellers Shimazaki Tōson (1872–1943), der über die Gegend um Kiso in seiner berühmtesten Erzählung Vor der Dämmerung (夜明け前, Yoake mae) erzählt. Er ist auf dem kleinen Friedhof der Stadt begraben.
Die Stadt bietet auch einen schönen Blick auf den 2190 m hohen Berg Ena. Malerische Aussichten auf die umgebenden Gebirge kann man von einem Aussichtspunkt über dem Parkplatz am oberen Ende von Magome genießen.